# Боянец
Бояне́ц (укр. Боянець) — село в Великомостовской городской общине Шептицкого района Львовской области Украины.
Население по переписи 2018 года составляло 1427 человек. Занимает площадь 24,75 км². Почтовый индекс — 80340. Телефонный код — 3252.

## Известные уроженцы
- Мохнацкий, Мауриций (1804—1834) — польский политический деятель, публицист, музыкальный и литературный критик, пианист. Участник польского восстания 1830 года.